# Club Atlético Mollendo
El Club Atlético Mollendo es un club de fútbol de Arequipa, Perú, de la ciudad de  Mollendo, Provincia de Islay, Departamento de Arequipa. Fue fundado el 10 de octubre de 1945 y juega la Copa Perú.

## Historia
El Sport Club Atlético Mollendo fue fundado el 10 de octubre de 1945 en la casa de la familia Caya, quien cedió gentilmente para esta oportunidad a la iniciativa de un grupo de amigos del deporte de las calles Iquitos, Puno, La Mar y General Lara, que se juntó para organizar un Club Deportivo y se encontró de alguna manera la forma de seguir practicando su deporte favorito como es el fútbol, una vez culminado el Campeonato Interbarrios de fútbol que se jugaba en aquella época. 
Su primera directiva estuvo conformada por los siguientes miembros: Presidente Raúl Núñez Zevallos,  secretario Aurelio Rodríguez, tesorero Rogelio Caya Santana, Vocales Nolberto Cervantes y Tomas Núñez Vilca, Delegado Raúl Sánchez Llosa, entrenadores Isaac Zenteno y Carlos Ortiz Rodríguez.
En el período de Enrique Casapía Almonte como presidente de la institución contado con el apoyo de socios y dirigentes se adquiere el local social del club en la Calle Iquitos 636, hoy el Club tiene en propiedad un terreno de 600m2, local en el que se construirá muy pronto su próxima sede social que incluye una cancha de entrenamiento con las medidas oficiales.
En 1974, 1992 y 2005 conquistó la Liga Distrital de Mollendo. 

### 2005
En la Copa Perú 2005 conquistó el Subcampeonato Departamental de Arequipa detrás de Senati FBC de Sachaca.
En la Etapa Regional integró el Grupo B junto con Unión Alfonso Ugarte de Tacna y C. A. Atlético Huracán de Moquegua donde quedó primero casi sin mayores contratiempos. Debutó goleando en casa 5-1 a Atlético Huracán y luego hizo lo propio en Tacna con Unión Alfonso Ugarte al que venció 1-3, en Ilo goleó una vez más a Huracán, fue un 1-8 contundente y cerró la primera fase empatando en casa 0-0 con el elenco tacneño de Ugarte.
En semifinales las cosas parecían complicárseles porque en Mollendo no pudieron pasar del 0-0 con Social Chalaca, sin embargo en Ilo lograron revertir el 1-0 inicial para terminar clasificando a la Etapa Nacional venciendo 1-2 con recordados goles de José Yáñez y Marco Pérez.
En la Etapa Nacional le tocó enfrentar al C. D. Deportivo Educación de Abancay en un episodio amargo donde cayeron por 2-0 (pues en su viaje perdieron los carnéts de campo). Y aunque vencieron 1-0 en Mollendo, la diferencia de goles los terminó dejando fuera de competencia.
En el 2010 participó de la Liga Superior de Arequipa donde finalizó en tercer lugar, siendo dirigido por el exfutbolista Marco Sánchez, teniendo jugadores de la talla de José Yáñez, Hugo Manrique, entre otros. Al año siguiente se desactivó dicho torneo regresando a participar de la Liga Distrital de Mollendo.

### 2012
En el 2012 Clasificó a la Etapa departamental de Arequipa como Campeón de la Provincia de Islay, delante de Sport Arenal.
Ya en la Etapa Departamental eliminó en primera instancia al favorito C. D. Saetas de Oro de La Joya en un partido extra en Corire que tras empezar pediendo 2-0 lo terminó ganando 2-3 con gran actuación de Michael Pasquel que anotó los tres goles. Posteriormente también tuvo que definir su clasificación en duelo extra en La Joya ante Sportivo Cariocos de El Pedregal, el que terminó ganando 2-0 en tiempos suplementarios, nuevamente teniendo como figura destacada a Michael Pasquel que hizo los dos goles.
Ya en el Cuadrangular Final debutó con triunfo 1-0 ante Alianza Metálurgica, pero luego cayó en Camaná contra Sport José Granda 2-0y en Arequipa ante F. C. Aurora por el mismo marcador. En Mollendo tuvo revancha ante los arequipeños a los que vencieron 1-0, pero en el partido clave también en Mollendo ante José Granda no pasaron del 0-0 y finalmente pese a ganar en Orcopampa ante Alianza Metalúrgica 0-3, no les alcanzó para clasificar a la Etapa Regional quedando en el tercer lugar.

### 2013
En 2013 el equipo peleó hasta la última fecha, pero finalmente no consiguió superar la Etapa Distrital.

### 2014

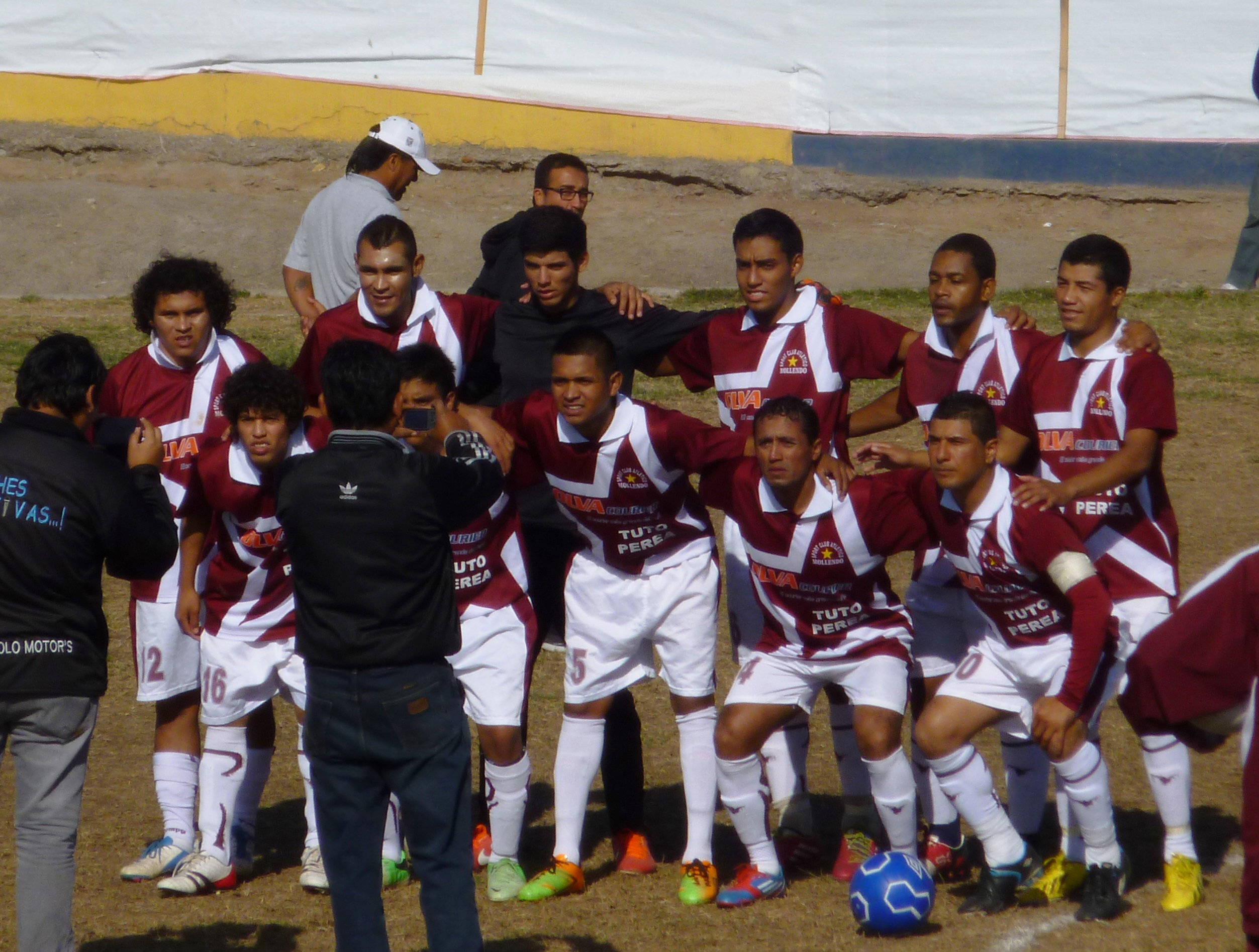
Atlético Mollendo (2014)

El equipo fue subcampeón de la Liga Distrital de Mollendo, por detrás de Sport Boys. En la Etapa Provincial y luego de un controvertido falló de la CJ que los ratificó en esa instancia logró clasificarse como el campeón de la Provincial de Islay tras vencer de manera sorpresiva a Sport Boys en la final, así clasificó a la departamental.
En la Etapa Departamental de Arequipa 2014 logró clasificarse para la segunda fase pese a perder en penales en encuentro extra ante Sport José Granda en El Pedregal, pues se clasificó como el mejor octavo (mejor perdedor de primera fase).
En la segunda fase integró el Grupo 1 junto con Juventus Melgar e Internacional, ambos de Arequipa,  así como con el favorito: Sportivo Cariocos de El Pedregal, quedando en último lugar y siendo eliminados.

### 2015
Tras obtener el campeonato de la Liga Distrital, el equipo granate también obtuvo el campeonato provincial tras vencer a Deportivo Inclán, Los Amigos e Independiente de Mejía en el cuandrangular jugado en Matarani, obteniendo la clasificación a la Etapa Departamental donde enfrentó al Saetas de Oro en primera ronda empatando en La Joya con un penal sobre el final del partido, una semana después la revancha jugada en Mollendo quedó con el mismo resultado yendo a un partido extra en El Pedregal en el cual el equipo mollendino eliminaría al subcampeón Arequipeño en penales. En la fase de grupos el inicio sería con derrota ante Deportivo La Colina de Majes en condición de visita, tras ello el equipo porteño fue eliminado tras perder en condición de local ante C. S. D. San Juan de Chorunga.

### 2016
Logró el subcampeonato distrital de Mollendo y el título provincial de Islay. En la Etapa Departamental de Arequipa eliminó en primera fase a Deportivo Sutega de La Joya pero quedó fuera del torneo tras caer en la etapa siguiente con Escuela Municipal Binacional de Paucarpata.

## Datos del club
- Fundación: 10 de octubre de 1945
- Mayor goleada conseguida:
  - En campeonatos nacionales de local: Atlético Mollendo 9:2 Marítimo Sport (21 de abril de 2011).
  - En campeonatos nacionales de visita:  Atlético Huracán 1:8 Atlético Mollendo (16 de octubre de 2005)
- Mayor goleada recibida: 
  - En campeonatos nacionales de local: Atlético Mollendo 0:3 Internacional (24 de agosto de 2014).
  - En campeonatos nacionales de visita: Sportivo Cariocos 8:1 Atlético Mollendo (17 de agosto de 2014)

## Uniforme
- Uniforme titular: Camiseta granate, pantalón blanco, medias blancas.
- Uniforme alternativo: Camiseta blanca, pantalón blanco, medias blancas.

### Indumentaria y patrocinador
| Periodo           | Patrocinador |
| ----------------- | ------------ |
| 2005 - Actualidad | Loma's       |

| Periodo           | Patrocinador |
| ----------------- | ------------ |
| 2005 - 2011       | Chevron      |
| 2011 - Actualidad | Olva Courier |

## Sede
El club cuenta con su local propio ubicado en jirón Iquitos n.º 636 en la ciudad de Mollendo.

## Jugadores
Por el Club Atlético Mollendo han destacado figuras que han dado prestigio al deporte mollendino, defendiendo con mucho cariño la divisa granate entre ellos podemos mencionar a Luís Yánez Delgado, José Yánez Delgado, Johny Yánez Cárdenas, Luís Montero Ocharán, Raúl Rodríguez, Eduardo Suárez, Antonio Delgado Alabarreda, César Calle Soto, Wenseslao Vilchez Espinosa, Roberto Galdos, Víctor y Pedro Nieto, Santiago García, Guillermo Nuñez, Edgar Talavera, Alejandro Parodi, Eduardo Martínez, Oscar Cruz Campos, Javier Ocharán, Ricardo Baquedano, Juan Muñoz, Jacinto y Emilio Gonzáles, Ricardo Segura, Humberto Zenteno, Juan Zevallos Montealegre, Carlos Ortiz, Alfredo Carazas, Teodoro Zevallos, Telésforo Acosta, Alberto Condori, Luis Lorenzo Ticona, Eduardo Villegas, Manuel Núñez, Carlos Pantigoso, Johny Casapía, José Ocharán, Carlos Rodríguez, José Yáñez, Mauricio Márquez, Roberto Coáguila entre otros.

## Palmarés
- Liga Provincial de Islay (4): 2012, 2014, 2015, 2016.
- Liga Distrital de Mollendo: 1974, 1976, 1992, 2005, 2012, 2015.
- Subcampeón de Campeonato Región VII (1): 2005.
- Subcampeón de Liga Departamental de Arequipa (1): 2005.
- Subcampeón de Liga Provincial de Islay: 2007.
- Subcampeón de Liga Distrital de Mollendo: 2014.